# Switched at Birth
Switched at Birth är en amerikansk TV-serie skapad av Lizzy Weiss. Serien hade premiär 6 juni 2011 på Freeform.

## Rollista (i urval)
- Vanessa Marano – Bay Madeline Kennish
- Katie Leclerc – Daphne Paloma Vasquez
- Lea Thompson – Kathryn Kennish
- Constance Marie – Regina Vasquez
- D. W. Moffett – John Kennish
- Lucas Grabeel – Toby Kennish
- Gilles Marini – Angelo Sorrento
- Sean Berdy – Emmett Bledsoe